# Олигодон Гюнтера
Олигодон Гюнтера (лат. Oligodon cinereus) — вид змей из семейства ужеобразных, обитающий в Азии.

## Описание
Общая длина достигает 61—76 см. Голова не отграничена от шеи. Туловище стройное, с гладкой чешуёй. Хвост довольно короткий и тупой. Окраска красновато-бурая с нечёткими чёрными пятнами неправильной формы или поперечными полосами, рассеянными к низу тела, на хвосте их немного. Брюшная сторона светло-розовая. Молодые особи отличаются тёмными поперечными полосами на туловище.

## Образ жизни
Населяет влажные, сухие открытые пространства, луга и кустарники. Активна и днём и ночью. Миролюбивая змея. Питается пауками и насекомыми, в частности сверчками.

## Размножение
Это яйцекладущая змея. Самка откладывает 3—5 яиц.

## Распространение
Обитает в северо-восточной Индии, Бангладеш, Камбодже, Лаосе, Вьетнаме, Мьянме, Таиланде, западной Малайзии, южном Китае.